# Respiro (film)
Respiro è un film del 2002 diretto da Emanuele Crialese.
La pellicola ha per protagonista Valeria Golino.

## Trama
Lampedusa, estate. Grazia è una donna dallo spirito libero, sposata ad un pescatore, Pietro, e madre di tre figli: Marinella, Pasquale e Filippo. Grazia, tuttavia, repressa dall'ambiente in cui vive, è vittima di una qualche forma di depressione, che le fa avere continui sbalzi d'umore e comportamenti incomprensibili per la maggior parte dei suoi conterranei. Infatti, molti consigliano a Pietro di far trasferire Grazia presso un centro medico di Milano. L'unica persona che sembra essere realmente affine allo spirito di Grazia è Pasquale, il secondo dei suoi figli, che spesso nei suoi confronti assume un ruolo quasi "genitoriale".
Un giorno Pietro abbatte uno dei due cani di Grazia, convinto che esso sia pericoloso, e lei impulsivamente libera tutti i cani randagi del canile. Dopo il caos creato per l'isola dai cani, e la successiva mattanza, gli abitanti domandano a Pietro di fare qualcosa nei confronti della moglie. Pietro parla a Grazia della possibilità di un ricovero a Milano, ma Grazia fugge via e decide di nascondersi in una grotta sulla scogliera, dove Pasquale quotidianamente le porta cibo e abiti puliti.
Intanto, Pietro e gli altri abitanti dell'isola cercano disperatamente la donna e, per far credere a tutti che Grazia è morta, Pasquale abbandona sulla scogliera l'abito che Grazia indossava il giorno della sua scomparsa. Pietro trova l'abito, ma non è convinto che la moglie sia morta e, a differenza degli altri, continua le ricerche. Quando ormai ha perso ogni speranza, Pietro intravede la moglie che nuota, mentre egli è calato giù da una rupe a picco sul mare. Il 24 di agosto, giorno dei festeggiamenti di San Bartolomeo apostolo, tutti gli abitanti dell'isola si riuniscono su una spiaggia per accendere i roghi dedicati al santo e in quel momento Pietro ritrova la moglie, mentre sta nuotando nel mare. Pensando ad un miracolo, tutti gli abitanti le si riuniscono intorno, per portarla al sicuro.

## Produzione
Il film si avvale di Valeria Golino come unica attrice protagonista professionista, e di diversi attori non professionisti o all'epoca poco conosciuti (come Elio Germano). È girato interamente a Lampedusa, dove si svolge la storia, e dove il film è stato concepito dal suo autore, che vi ha vissuto per alcuni mesi, e realizzato parzialmente in lingua siciliana.

## Colonna sonora
Il compositore John Surman ha scritto la colonna sonora del film, realizzata principalmente con il sintetizzatore e sassofono. Non è stato pubblicato alcun CD contenente l'accompagnamento musicale di Respiro, anche se è possibile trovarne una parte (il brano Part 1 - Nestor's Saga (The Tale of The Ancient) nell'album di Surman del 1981 The Amazing Adventures of Simon Simon. Nelle prime sequenze del film e nel trailer è possibile anche sentire il brano musicale "Sentimento" di Patty Pravo.

## Riconoscimenti
- 2002 - Festival di Cannes
  - Grand Prix a Emanuele Crialese
  - Prix de la (Toute) Jeune Critique a Emanuele Crialese
- 2003 - David di Donatello
  - Miglior produttore a Domenico Procacci
  - Candidato al Miglior film a Emanuele Crialese e Domenico Procacci
  - Candidato per la Miglior attrice protagonista a Valeria Golino
  - Candidato per la Miglior fotografia a Fabio Zamarion

- 2002 - Nastri d'argento
  - Migliore attrice protagonista a Valeria Golino
  - Candidato per la Miglior sceneggiatura a Emanuele Crialese
- 2003 - Ciak d'oro
  - Miglior produttore a Domenico Procacci[1]
- 2003 - European Film Awards
  - Candidato al Premio del pubblico alla miglior attrice a Valeria Golino
  - Candidato al Premio del pubblico alla miglior regia a Emanuele Crialese
- 2002 - European Film Awards
  - Candidato al Prix Fassbinder a Emanuele Crialese
- 2004 - Premi César
  - Candidato al Miglior film dell'Unione europea a Emanuele Crialese
- 2002 - Castellinaria International Festival of Young Cinema
  - Three Castles a Emanuele Crialese

- 2002 - Gardanne Film Festival
  - Premio del pubblico a Emanuele Crialese
- 2002 - Festival international du film d'amour de Mons
  - Miglior attrice a Valeria Golino
  - Candidato al Premio del pubblico Emanuele Crialese
- 2002 - Sulmonacinema Film Festival
  - Miglior film a Emanuele Crialese
  - Miglior attrice a Valeria Golino
- 2002 - Bratislava International Film Festival
  - Menzione speciale a Emanuele Crialese
  - Candidato al Grand Prix a Emanuele Crialese
- 2003 - Ischia Film Festival
  - Miglior film  a Emanuele Crialese